# Kendall (Washington)
Kendall je obec v okrese Whatcom v americkém státě Washington, ve které v roce 2010 žilo 191 obyvatel.
Obec založil roku 1887 F. B. Harmden a pojmenoval ji po osadníkovi Carthagi Kendallovi. Nachází se na křižovatce silnic Washington State Route 542, která je známá také jako Mount Baker Highway a vede do Kaskádového pohoří a k lyžařskému středisku Mount Baker, a Washington State Route 547, která vede skrz průsmyk na severovýchodním svahu hory Sumas Mountain do města Sumas a dále do kanadského Abbotsfordu. Pět kilometrů na východ se nachází obec Maple Falls.
Obec má rozlohu 2,2 km², 2 % z této hodnoty tvoří vodní plocha. Ze 191 obyvatel, kteří zde žili roku 2010, tvořili 94 % běloši a 1 % původní obyvatelé. 6 % se hlásilo k hispánskému původu.